# Xã Cooter, Quận Pemiscot, Missouri
Xã Cooter (tiếng Anh: Cooter Township) là một xã thuộc quận Pemiscot, tiểu bang Missouri, Hoa Kỳ. Năm 2010, dân số của xã này là 3.173 người.